# Есен (Олденбург)
Вижте пояснителната страница за други значения на Есен.
Есен в Олденбург (на немски: Essen (Oldenburg) е община в Долна Саксония, Германия с 8490 жители (към 31 декември 2013).
За пръв път е споменат в документ от 968 г., когато там се строи базилика. Граф Симон († 1202) от Текленбург основава там домашен манастир.